# 秋田県公文書館
秋田県公文書館（あきたけんこうぶんしょかん）は、秋田県の公文書を収集・保管し、一般に公開することを目的とする機関及びその施設。公文書館法に基づく公文書館。平成5年（1993年）設立。秋田県立図書館との併設であり、現図書館とともに開館した。

## 概要
平成5年（1993年）11月2日、東北で最初の公文書館として開館。公文書館制度普及のため精力的な活動を行っており、全国の文書館の中でも、先進的な館の1つとして有名。
秋田県公文書館の役割は、歴史資料として重要な秋田県の公文書・古文書等を保管するとともに、一般の閲覧に供することにより、県民の調査・研究、政策の立案などに役立てることである。

## 所蔵史料
その所蔵史料は、公文書と古文書に大別できる。
秋田県公文書館は、これら史料による調査・研究も行っているほか、一般からのレファレンス・古文書相談も受け付けている。

### 公文書
明治4年（1871年）の廃藩置県から現代までに作成された秋田県の公文書を対象とする。秋田県の各機関で作成された公文書は、保存期間が終了するまで当該機関で保管されるが、保存期間が満了した公文書は直ちに廃棄されるのではなく、秋田県公文書館に引き継がれる。秋田県公文書館では、この公文書を整理し、後世歴史資料として重要になるかを評価・選別して、廃棄または保存の判断を行う。その後、公開することに支障がないかどうかを検討したうえで、閲覧に供するという仕組みである。これにより現代の公文書も将来に伝えられる。

### 古文書
秋田藩政に関する史料を中心に、秋田県内の地方文書（じかたもんじょ）などあわせておよそ6万点の古文書史料を所蔵している。かつて秋田県立図書館・秋田県立博物館・秋田県庁地下書庫でそれぞれ保存されていた史料が中心。

## デジタルアーカイブ
秋田県公文書館では、クラウド型デジタルアーカイブサービスを利用し、インターネットでデジタルアーカイブを提供している。
デジタルアーカイブ秋田県公文書館

## 所在地
- 〒010-0952：秋田市山王新町14-31（秋田県立図書館との併設）[5]

## 開館時間
- 平日： 9:00 - 19:00[6]
- 土曜日、日曜日、国民の祝日に関する法律に規定されている休日 ： 9:00 - 18:00[6]

## 休館日
- 水曜日[6]。
- 年末年始（12月28日から1月3日まで）の間[6]。
- 館長が定める特別整理期間[6]。

## 交通
路線バス
- JR奥羽本線・羽越本線 秋田駅西口から秋田中央交通県庁中央交通線などで「県立体育館前」下車、徒歩で約2分[5]。

## 脚註
1. 1 2 3 4 5  美の国あきたホーム＞組織別案内＞総務部＞公文書館＞公文書館の概要＞公文書館の役割
2. 1 2 3  美の国あきたホーム＞組織別案内＞総務部＞公文書館
3. ↑  『広島県立文書館だより』 第9号、1997年 (PDF) 、pp.6-7
4. ↑  美の国あきたホーム＞組織別案内＞総務部＞公文書館＞公文書館の概要＞秋田県公文書館の利用にあたって
5. 1 2  美の国あきたホーム＞組織別案内＞総務部＞公文書館＞公文書館の概要＞利用案内
6. 1 2 3 4 5  秋田県公文書館管理規則